# Golf na Letních olympijských hrách 2024
Golf na Letních olympijských hrách 2024 v Paříži se konal jako pátý ročník olympijského turnaje. Mužský golfový turnaj bude probíhal od 1. do 4. srpna a ženská soutěž od 7. do 10. srpna 2024.

## Přehled medailí

### Medailisté
| Soutěž | Zlato                                            | Stříbro                                | Bronz                            |
| ------ | ------------------------------------------------ | -------------------------------------- | -------------------------------- |
| Muži   | Scottie Scheffler · Spojené státy americké (USA) | Tommy Fleetwood · Velká Británie (GBR) | Hideki Macujama · Japonsko (JPN) |
| Ženy   | Lydia Koová · Nový Zéland (NZL )                 | Esther Henseleitová · Německo (GER)    | Lin Si-jü · Čína (CHN)           |

### Pořadí národů
| Pořadí | Země                   | Zlato | Stříbro | Bronz | Celkem |
| ------ | ---------------------- | ----- | ------- | ----- | ------ |
| 1.     | Spojené státy americké | 1     | 0       | 0     | 1      |
| 1.     | Nový Zéland            | 1     | 0       | 0     | 1      |
| 3.     | Německo                | 0     | 1       | 0     | 1      |
| 3.     | Velká Británie         | 0     | 1       | 0     | 1      |
| 5.     | Čína                   | 0     | 0       | 1     | 1      |
| 5.     | Japonsko               | 0     | 0       | 1     | 1      |
| celkem | celkem                 | 2     | 2       | 2     | 6      |